# Королівське фізіографічне товариство в Лунді
Королівське фізикографічне товариство в Лунді (швед. Kungliga Fysiografiska Sällskapet i Lund) - одна з Королівських академій Швеції. Товариство було засноване в Лунді 2 грудня 1772 року і отримало Королівську хартію від Густава III 6 березня 1778 року.

## Зовнішні посилання
- Офіційний веб-сайт